# 伊朗
伊朗伊斯蘭共和國（波斯語：جمهوری اسلامی ایران，Jomhuriye Eslâmiye Irân，[dʒomhuːˌɾije eslɒːˌmije ʔiːˈɾɒn]），通称伊朗（Irān，[ʔiːˈɾɒːn] ⓘ），1935年前被外界称為波斯，地處西亚伊朗高原之上，气候炎熱干燥，其北部紧靠裏海、南瀕波斯灣和阿拉伯海。伊朗东邻巴基斯坦和阿富汗，东北部与土库曼斯坦接壤，西北与亞美尼亞和阿塞拜疆納希切萬自治共和國为邻，西接土耳其和伊拉克（包括庫爾德斯坦地區）。国土面积为1,648,195平方公里。人口8838万人，为多民族国家，其主体民族为波斯人，约占总人口的61%，其余有阿塞拜疆人、库尔德人、阿拉伯人等。官方语言为波斯语。国教為伊斯兰教什叶派十二伊玛目宗，信众超过全国人口的90%，宪法承认的其余教派有伊斯兰教逊尼派、祆教、犹太教、基督宗教等。首都為德黑兰。
伊朗高原文明发源於公元前28世纪建立的古埃兰王国和之后建立的米底王国。公元前550年，由居鲁士大帝建立了大一统的古代大帝国波斯帝国。公元前4世紀，亚历山大大帝征服波斯帝國，但不久後帝國分裂，塞琉古帝国建立。公元前3世紀，安息帝國建立，並逐漸擴張取代塞琉古。公元3世紀，萨珊王朝建立。公元7世纪中叶，波斯的萨珊王朝被阿拉伯征服，包括伊朗高原的中东地区开始伊斯兰化，而曾占统治地位的祆教则日渐式微。
19世紀末至20世紀初，波斯逐渐沦为英国和俄罗斯的半殖民地。1925年，巴列維王朝建立。二戰后，国王穆罕默德-礼萨·巴列维逐渐摆脱英、苏两国对伊朗的控制，奉行亲美的市場化政策，雖然是君主專制，但開明的经济建设，使国家获得较大发展，在中东地区获得了较大的影响力。然而在经济发展下，城镇和农村社会仍存在巨大的不平衡与差异，并由于专制与宗教因素产生放大而使得社会矛盾时而严峻。1979年初，鲁霍拉·穆萨维·霍梅尼领导的伊斯兰革命爆发，王朝政权很快被推翻，成立伊朗伊斯兰共和国，同年底发生美国驻伊使馆人质事件，伊朗此後轉為反美的先鋒，与以美国为首的西方国家交恶。
伊朗伊斯兰共和国实行政教合一的政治体制，伊斯兰教在国家的政治生活中担任非常重要的角色，最高领袖是国家的最高领导人和武装力量最高统帅，由伊斯兰教神职人员组成的专家会议选举产生，霍梅尼为首任最高领袖，现任最高领袖为赛义德阿里·侯赛尼·哈梅内伊。伊朗政府实行总统共和制，总统是继最高领袖之后的国家第二号领导人，既是国家元首，又是政府首脑，但不是军事统帅，由全民普选产生，现由马苏德·佩泽希齐扬任总统职务。伊朗最高立法机构为伊斯兰议会，实行一院制，现任议长为穆罕默德·巴吉爾·卡利巴夫。伊朗司法总监是伊朗的司法最高首脑，由最高领袖任命，最高法院院长和总检察长则由司法总监任命，现任司法总监为萨迪格·拉里贾尼。
石油产业是伊朗的支柱，伊朗是世界第四大石油生产国、石油输出国组织第二大石油输出国，法定货币為里亚尔。

## 語源
伊朗（ایران）一詞源於薩珊王朝中古波斯語ērān，意思是屬於伊朗人的，又用來指伊朗人所居住的大伊朗地區。該詞已知最早出現在納克什魯斯塔姆帝王石雕墓葬區的浮雕。在浮雕的中古波斯語銘文中，國王阿爾達希爾一世的頭銜是ardašīr šāhān šāh ērān，旁邊的安息語寫作ardašīr šāhān šāh aryān意思是「伊朗人的萬王之王」。伊朗在原始伊朗語寫為aryānām，《波斯古經》的阿維斯陀語寫作airyānąm，意思是屬於雅利安人的。在梵語中，“雅利安”的词源आर्य（ārya），就是指“光榮，可敬、高貴”的意思。在歷史上，古希臘人則是以波斯（Persís），這個取自古波斯語Pārsa（阿契美尼德帝國居魯士大帝出身的部族名）的詞彙，來稱呼伊朗。
1935年諾魯茲節，巴列維王朝君主禮薩汗發表國書，對外正式用伊朗的名稱取代波斯。1959年，王朝政權宣佈伊朗和波斯可互相代換。

## 历史

### 古代時期
包括伊朗在内的西亞（又稱中東地區）遠在舊石器時代已有人类居住，约3000年前已建立一些邦國，當時曾稱為埃蘭，然後又先後經歷了亚述、米底王国、阿契美尼德王朝等。
前4世紀中葉，波斯的阿契美尼德王朝國力式微，遭马其顿王国亚历山大大帝所滅。亚历山大大帝死後帝國分裂，伊朗一帶落入塞琉古帝国手中，之後又經歷了波斯的安息和萨珊王朝。

### 中古與近代時期

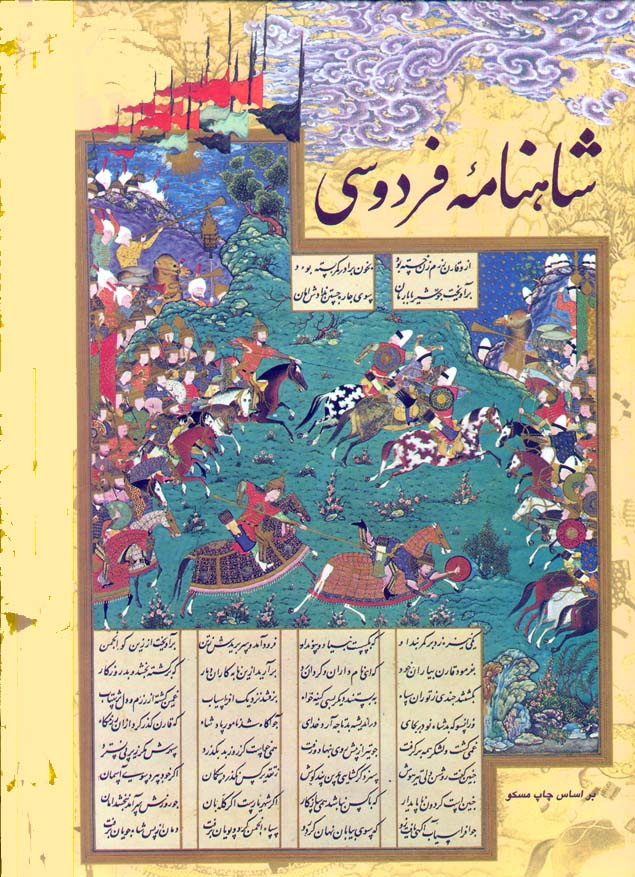
由阿布·卡西姆·菲达尔西书中描绘的波斯人的卡迪亚战役缩影

637年，阿拉伯帝国的穆斯林军在卡迪西亚战役打败波斯萨珊王朝的军队，攻占其首都泰西封，開始了伊斯蘭對波斯的征服，同时也终结了波斯地区的琐罗亚斯德教文化。倭马亚王朝後，波斯受阿拔斯王朝統治。之後旋合旋分，蒙古入侵前大致或全部統有伊朗的王朝先後有塔希爾王朝、薩曼王朝、塞爾柱王朝和花剌子模王朝。蒙古帝國入侵並滅亡了花剌子模帝國，並建立了伊兒汗國。後汗國滅亡，帖木兒帝國又统治伊朗。
16世紀初，伊斯瑪儀一世抗拒鄂圖曼土耳其帝國，建立萨非王朝，並以伊斯兰教什葉派為國教。18世紀初赞德王朝、卡扎尔王朝相继崛起，但因長期戰亂，國勢衰竭，屢次受到外國入侵。俄羅斯帝國攫取大片領土。英俄為了防堵德國勢力深入中東，1907年協議瓜分波斯，俄國控有北部，英國佔有南部，僅留中間作為緩衝區，仍由卡扎尔王朝治理。

### 巴列维王朝時期
1921年2月21日，礼萨·汗上校發動軍事政變，佔據德黑蘭，1925年取得王位，建立巴列维王朝，於1935年改國名為伊朗。1941年礼萨·汗遜位，由其子穆罕默德·禮薩·巴列維繼位。巴列維執政時期，美國為了獲得伊朗的石油及保持在中東的利益，大力扶持巴列维王朝，伊朗強大的軍力儼然成為波斯灣地區的警察。
1951年4月28日，伊朗伊斯兰议会以79票赞成、12票反对提名摩萨台为首相，穆罕默德·摩萨台1951年至1953年间出任民选的伊朗首相，但之後在1953年被美国中央情报局策动的政变推翻。摩萨台是一位作家、行政官员、律师、议员和政治家，具有王室和贵族背景。他在任伊朗首相期间实施渐进式的社会改革，包括推行失业补偿金制度、立例规定雇主向患病或受伤的员工提供福利、以及解放佃农，令他们不再受地主强制劳役。此外，他又规定地主贡献租金收益的20%到一个基金，用以资助一些比如兴建公共浴堂、农村住房和害虫防治等的市政发展项目。
其为在首相任内最瞩目的举动：把被美国与英国占有的石油资源，实现了国有化，归伊朗人所有。例：在国有化以前，伊朗石油业自1913年起一直由英伊石油公司（后称英国石油，简称BP）掌控，而英伊石油公司背后则由英国政府操控。
在英国军情六处要求下，美国中央情报局策动了一场阿賈克斯行動，成功在1953年8月19日推翻時任首相摩萨台，讓巴列维國王重新上台，導致部分伊朗人不滿。
1963年巴列維國王宣布施行白色革命，依照美國的藍圖來進行伊朗的農業與工業改革，例如土地改革、給予婦女選舉權、森林水源收歸國有、工人參加分紅並限制宗教勢力等措施。另外，還簽下了在伊朗的美國軍事人員可以享受治外法权，犯罪不受伊朗法庭審判，而是交給美國處理。伊斯蘭教宗教領袖賽義德·魯霍拉·霍梅尼大力反對，巴列維國王逮捕了霍梅尼，最後於1964年11月4日將霍梅尼強行驅逐出境。

### 伊斯蘭共和國時期

#### 霍梅尼時代

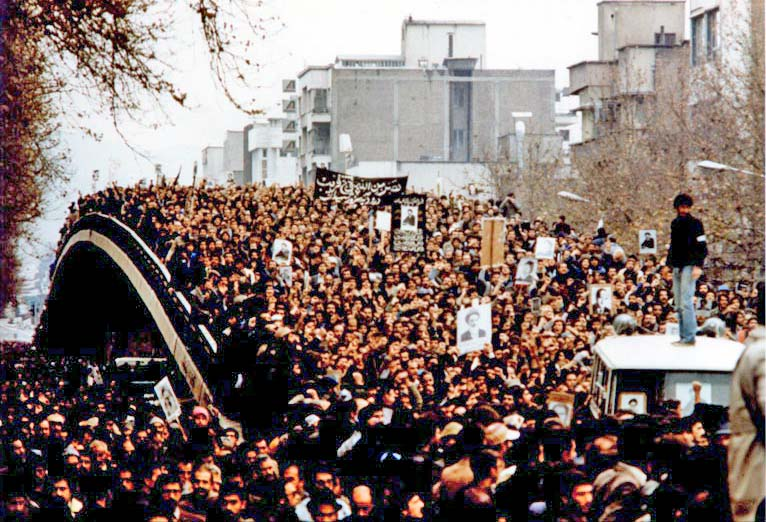
1979年游行队伍高举霍梅尼照片抗议

1977年起，伊朗爆发大规模的反对国王的群众运动。1978年，各地游行示威不断升级，群众抬着霍梅尼的画像，高呼“打倒国王，建立伊斯兰教国家”的口号。1978年8月，国王巴列维更换内阁，宣布对首都德黑兰等12个大城市实行军事管制，并出动大批军警镇压反对者。在德黑兰，有数千示威者傷亡，由白色革命累积的不满情绪至此达到了巅峰，最终引发了伊朗伊斯蘭革命。全国各地大规模的示威和罢工造成石油工业停产，交通中断。伊朗军方宣布不介入的態度，令政局更加失控，伊朗陷入全国性的动乱。
1979年1月16日，国王礼萨·巴列维被迫出国“长期度假”，委任沙普尔·巴赫蒂亚尔组织内阁。2月1日，霍梅尼结束长达15年的流亡生活，由巴黎回到德黑兰，宣布廢除君主立宪制度，成立伊斯兰临时革命政府。2月11日霍梅尼任命迈赫迪·巴扎尔甘为伊朗总理正式接管政权，巴列维王朝覆亡。4月1日霍梅尼宣布改國名為伊朗伊斯蘭共和國，舉行公民投票，建立了政教合一的制度。10月，伊朗流亡国王巴列维前往美国治疗淋巴瘤，德黑兰穆斯林群众愤而占领美国使馆，扣留使馆人员，史称伊朗人质危机，自此美國與伊朗斷交。
1980年9月22日，伊拉克總統薩達姆在美國與蘇聯支援大量武器下與伊朗進行兩伊戰爭，直到1988年8月20日停火，伊朗受損不少，但伊拉克更被這場戰爭拖得民窮財盡。戰爭期間，1988年美國海軍派里級巡防艦山繆·羅伯特號在波斯灣被伊朗封鎖海峽的水雷炸傷，即派企業號航母戰鬥群報復，炸毀伊朗的錫里石油鑽井平台，擊沉伊朗海軍戰士-II級飛彈快艇約珊號（Joshan）。

#### 哈梅内伊時代
1997年當選的溫和派哈塔米總統致力於改革，同時向西方釋放出和解訊號。由於美國與阿富汗及伊拉克進行戰爭，從東西兩面威脅伊朗的國家安全，美國總統小布什將伊朗定性為邪恶轴心，哈塔米的和解政策在伊朗國內漸漸不受歡迎，受到保守派抨擊。和解進程在2005年內賈德當選之後戛然而止。
2003年伊拉克被美英為主的聯合部隊佔領。由於美軍與伊朗相鄰，加深雙方對立，伊朗為了防範美軍入侵而大舉備戰。
冷战后，伊朗从美俄两國都获得了巨大的政治利益，而且都并非出于美俄的本意，被称为悄然的崛起。
首先，伊拉克因波斯灣戰爭陷入國際孤立，而苏联解体后，重新独立了一个什叶派的穆斯林国家阿塞拜疆，扩充了伊朗在伊斯兰世界的發言權，而且什叶派内部非常团结，特别是宗教学术界交流极为密切，因此扩充了伊朗的政治势力；而另一个从苏联独立的国家塔吉克斯坦，其主体民族就是古代波斯人的后裔，塔吉克语是波斯语的一种方言，这又无形之中扩充了伊朗的文化势力范围。

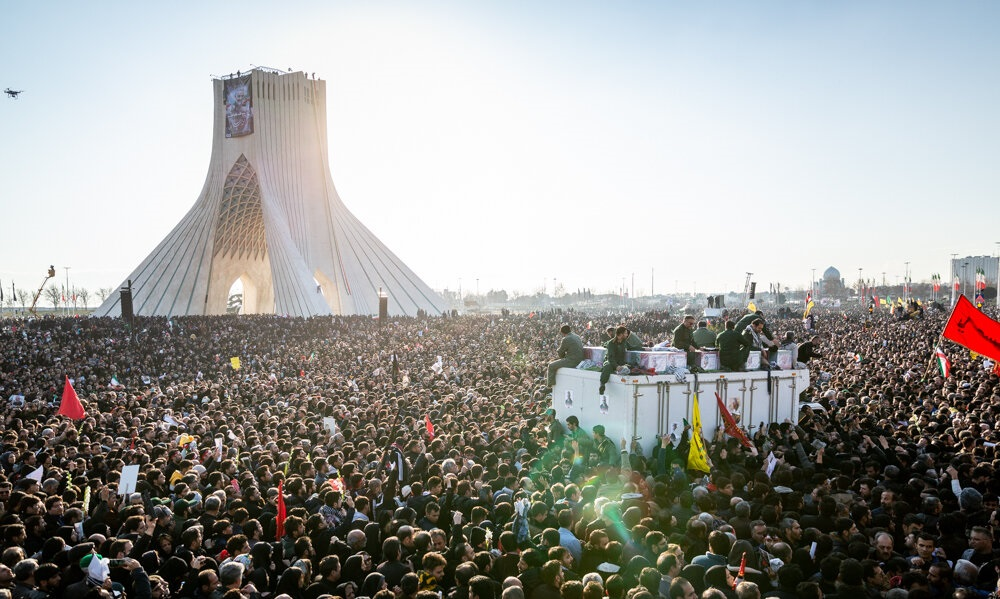
伊朗民众在德黑蘭阿扎迪塔下悼念苏莱曼尼

另一方面，随着新世纪能源价格飙升，伊朗又从中获取巨大经济利益。
2003年初，伊朗宣布提炼出核电站燃料铀，引发伊朗核问题，并遭到一系列制裁。2015年7月14日，伊朗核问题六国在维也纳签订伊朗核协议，通过解除部分对伊制裁换取伊朗减少铀浓缩活动。
随着美国总统川普上台，美国再度对伊强硬。2018年5月，美国宣布退出伊朗核协议。11月初，美国对伊朗实施石油出口制裁，但允许中国大陆、日本、印度、韩国、台湾、土耳其、意大利和希腊在半年内可以继续进口伊朗石油而免遭美国制裁。2019年5月2日开始，美国对所有进口伊朗石油的国家实施制裁。
2020年1月3日，伊朗第二大權勢人物卡西姆·蘇萊曼尼被美國刺殺，這大大加劇了兩國之間現有的緊張關係。三天后，在對美軍發動的報復性襲擊中，一架載有176名乘客和機組人員的民用飛機在伊朗首都附近被伊斯蘭革命衛隊擊落，最初被否認，國際調查導致政府在否認了三天后承認用地對空導彈將飛機擊落，稱其為“人為錯誤”。這是自1988年伊朗655航班以來伊朗最嚴重的飛機擊落事件。
嚴重特殊傳染性肺炎疫情於伊朗截止至2020年12月造成至少110萬人感染，其中52000多人因此丧生。確診或喪生者不乏重要名人。包含埃沙格·賈漢吉里確診，穆罕默德·米尔-穆罕默迪喪生。
2022年9月14日，一名22歲伊朗庫爾德族女子瑪莎·阿米尼因其頭巾佩戴方式未符合政府規範，被伊朗伊斯蘭共和國執法部隊下屬的道德警察逮捕，警方聲稱阿米尼在車站因突發心衰而倒地，並於9月16日宣告死亡，但目擊者稱她生前遭到警察毆打，從她的腦部掃描結果看出，她的頭部出現骨折、出血以及腦水腫等症狀，結果全國爆發自2019年以來最大規模的示威，要求推翻43年來的政權和廢除強制佩戴頭巾的法律。
2024年4月1日，以色列轰炸伊朗驻叙利亚大使馆附属的领事建筑，造成14人死亡。作为反制，4月13日，2024年4月13日，伊朗伊斯兰革命卫队与人民动员部队、真主党和胡塞武装协调，使用无人机、巡航导弹和弹道导弹对以色列发动空袭。自1985年伊朗－以色列代理人冲突爆发以来，这次报复性打击是两国的首次直接军事对抗。

## 地理

伊朗地勢圖

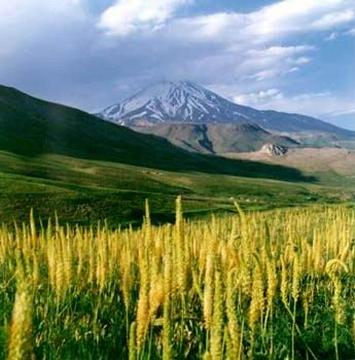
德馬峰

伊朗位於亞洲西南方之中東地區，属西亚，西北與阿塞拜疆（界長432公里）和亞美尼亞（界長35公里）為鄰，東北部與土庫曼（界長992公里）接壤，東鄰阿富汗（界長936公里）和巴基斯坦（界長909公里），西接伊拉克（界長1458公里）和土耳其（界長499公里），中北部緊靠裡海（海岸線長650公里）、南靠波斯灣和阿拉伯海阿曼灣（海岸線長1,770公里）。面積1,648,000平方公里（陆域面積1,636,000平方公里，水域面積12,000平方公里），居世界第十六位。
地貌大多是由高原、盆地或山脈所構成，只有在海邊的一小部分是平原。境内最大的高原为伊朗高原。人口較多的西部是多山地形，由高加索山脈、札格羅斯山脈和厄爾布爾士山脈等構成。
整體而言，伊朗大多數地區屬乾燥或半乾燥氣候，降雨集中在十月至四月間，平均年降雨量在250毫米以下。

## 政治

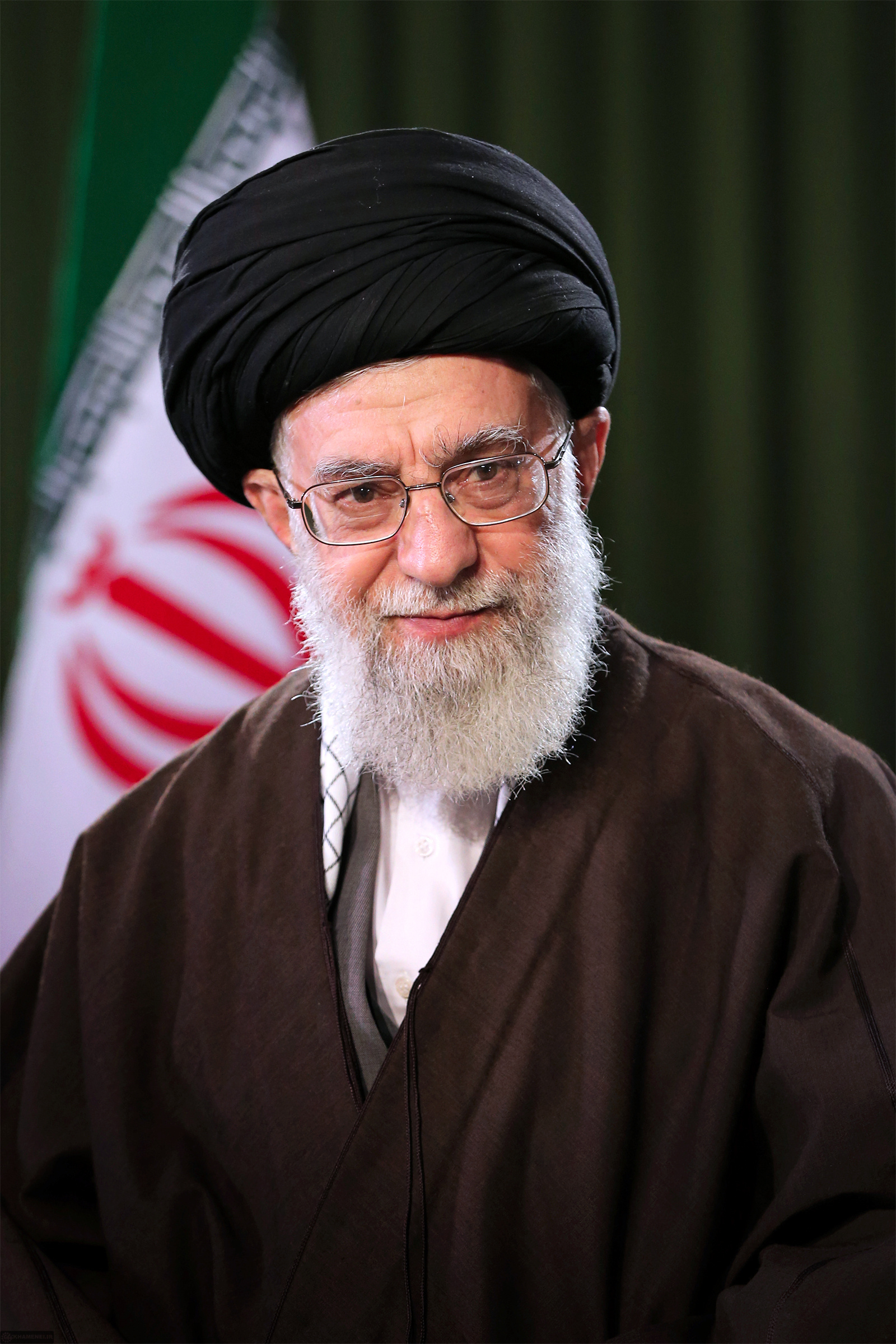
现任伊朗最高领袖阿里·哈梅內伊

伊朗是一个由什叶派主导的伊斯兰共和制国家。伊斯兰教在伊朗拥有至高无上的道德权威，是公共生活的最高准则。伊朗的建国领袖即明确拒绝西方民主体制，首任最高领袖霍梅尼清楚地表示，在理想的政体中，国家权力应该由乌理玛执掌，议会仅有有限的权力。伊朗的穆斯林激进派在二十世纪八十年代将本国归入“意识形态指导型”国家，同苏联并列。
伊朗是一个多党制的国家，有着较为发达的选举制度，选举结果能在相当程度上反应真实民意，类似威权政府，伊朗在一定限度内容忍公民生活方式的多元选择权。这种将神权统治和民主选举相结合的“伊斯兰共和国”迄今仍是独一无二的政治体制。最高领袖、专家会议、宪法监督委员会与确定国家利益委员会权力更大，最高权力并不在世俗政府手中。

### 最高領袖

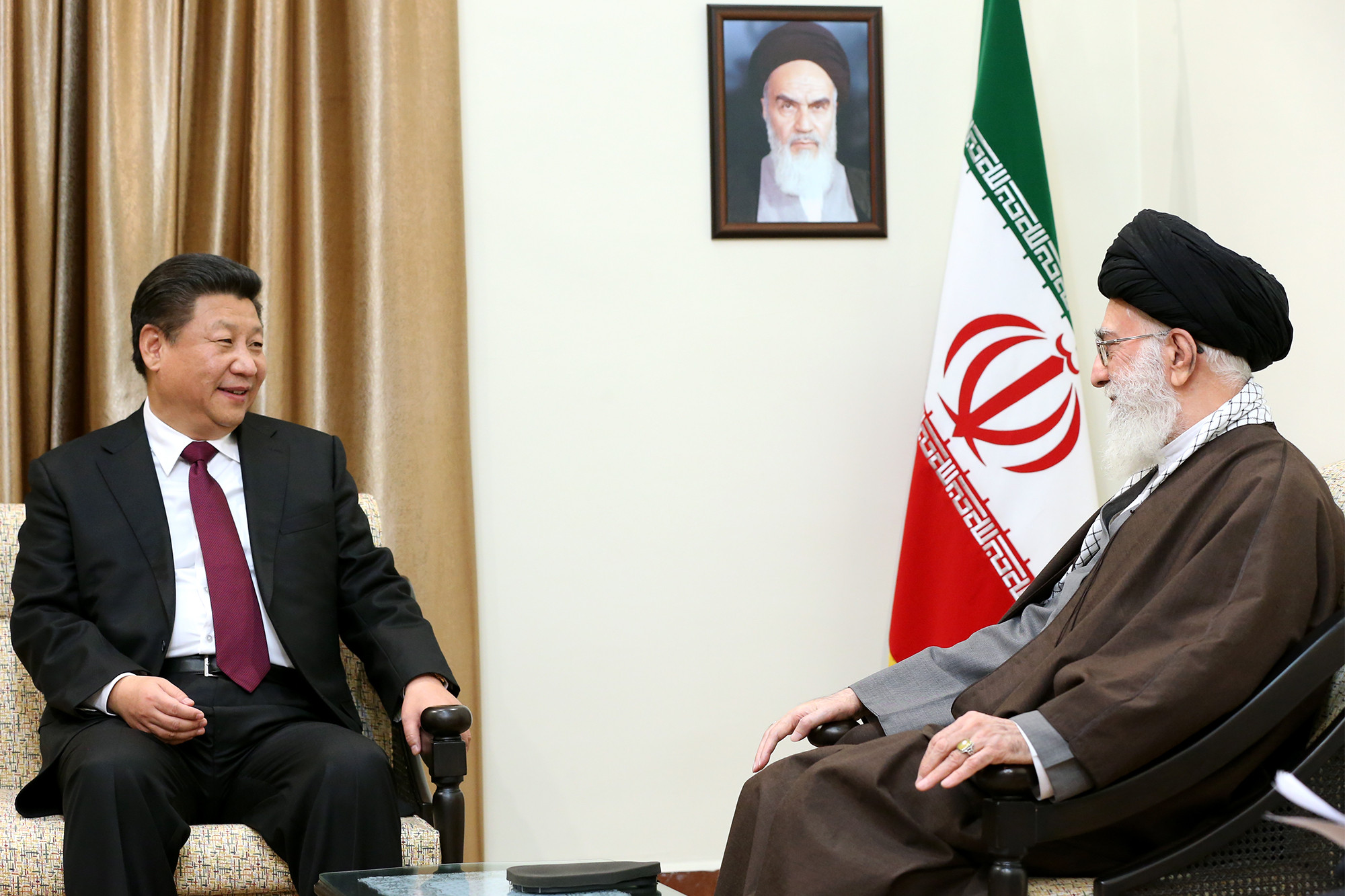
伊朗最高领袖阿里·哈梅內伊和中国最高领导人习近平在2016年1月23日会面，两国现保持着战略合作伙伴关系

伊朗最高领袖是伊朗政治、宗教的最高领导人，也是军队和伊斯兰革命卫队的总司令，实行终身制。现任伊朗最高领袖为阿里·哈梅內伊。首任伊朗最高领袖鲁霍拉·穆萨维·霍梅尼病逝于1989年6月3日，次日专家会议推举总统阿里·哈梅內伊为最高精神领袖。伊朗專家會議负责选举、监督、罢免最高领袖，由86人组成。专家会议每8年选举一次，按伊朗各省人口比例，由选民投票从宗教法学家中选出。专家会议每年举行两次会议。最近一次专家会议选举举办于2016年2月26日。

### 監督委員會

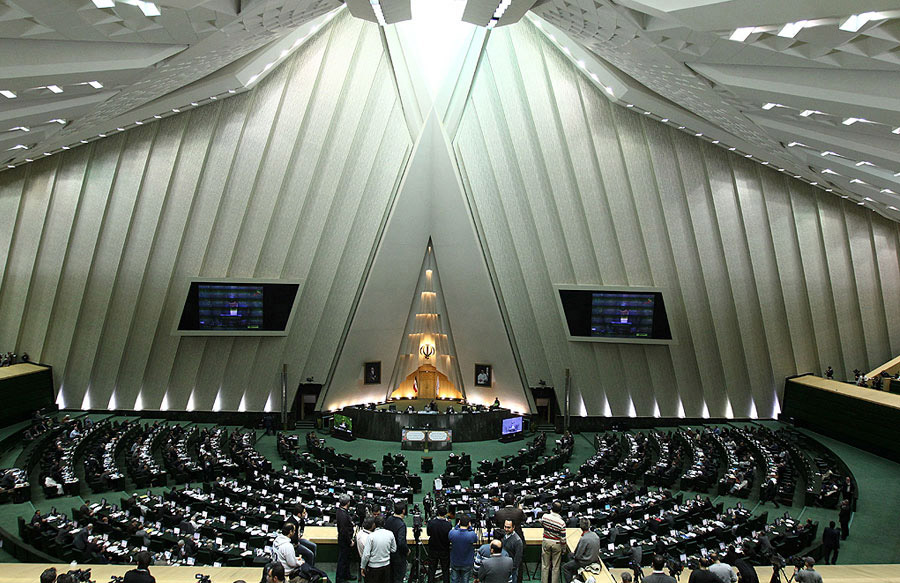
伊斯兰议会，伊朗的最高立法机关

宪法监护委员会由12名成员组成，任期6年。其中，6名宗教法学家由最高领袖任命，6名普通法学家由司法总监提名、经议会批准后任职。宪法监护委员会的职权包括：监督专家会议、总统、议会选举和公民投票；批准议员资格；解释宪法；审议、批准议会通过的议案，确认其是否与违背伊斯兰教义和宪法，将违反教义、宪法的议案退回议会修改、审议。如果宪法监护委员会和议会对议案的矛盾不能解决，由确定国家利益委员会仲裁。
确定国家利益委员会是伊朗最高领袖的顾问机构，负责调解议会与宪法监护委员会立法上的矛盾，帮助最高领袖监督、实施国家大政方针。确定国家利益委员会成员任期为5年。主席与其他成员由最高领袖直接任命。伊朗行政、立法、司法机关的最高领导人、宪法监护委员会中的6位宗教法学家等人是确定国家利益委员会的法定成员。磋商政务时，内阁部长、议会委员会负责人可以成为委员会的临时成员。

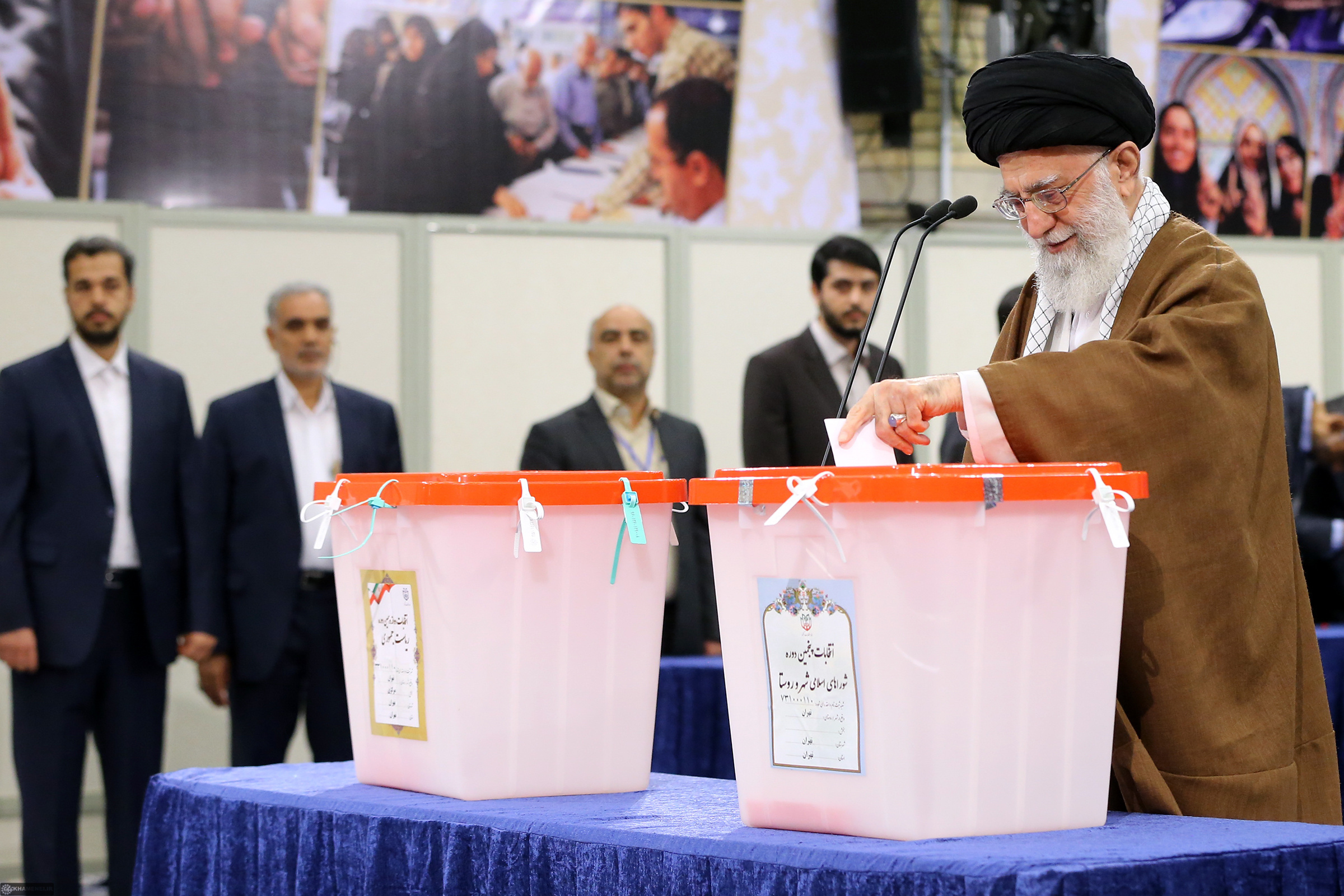
阿里·哈梅內伊参加2017年的总统选举

### 總統
伊朗采用总统内阁制。伊朗总统既是国家元首，也是政府首脑。总统可以任命数位副总统，可以任命一名第一副总统主持内阁工作。内阁成员由总统提名、议会批准。总统并不掌握最高军事权力。总统的权力很大程度上受到最高领袖和宗教势力的制约。伊朗总统任期4年，可连任一次，由选民直接选出。总统候选人需要通过宪法监护委员会的资格审查，选举结果需要宪法监护委员会通过，最后由最高领袖任命总统。现任总统马苏德·佩泽希齐扬，于2024年伊朗总统大选中胜出，接替于2024年5月因前总统易卜拉欣·莱希在一场直升机空难中遇难而代理就任的代总统穆罕默德·穆赫贝尔。

### 立法機關
伊朗实行一院制，伊斯兰议会是国家最高立法机关。议会由290位议员组成。议员任期4年，可连选连任，由选民直接选举。议会有权提出、审议法案，通过预算、决算，罢免总统，对部长进行不信任投票。议会通过的法案需要宪法监护委员会批准才能生效。最近一次议会选举是在2016年2月26日进行的。

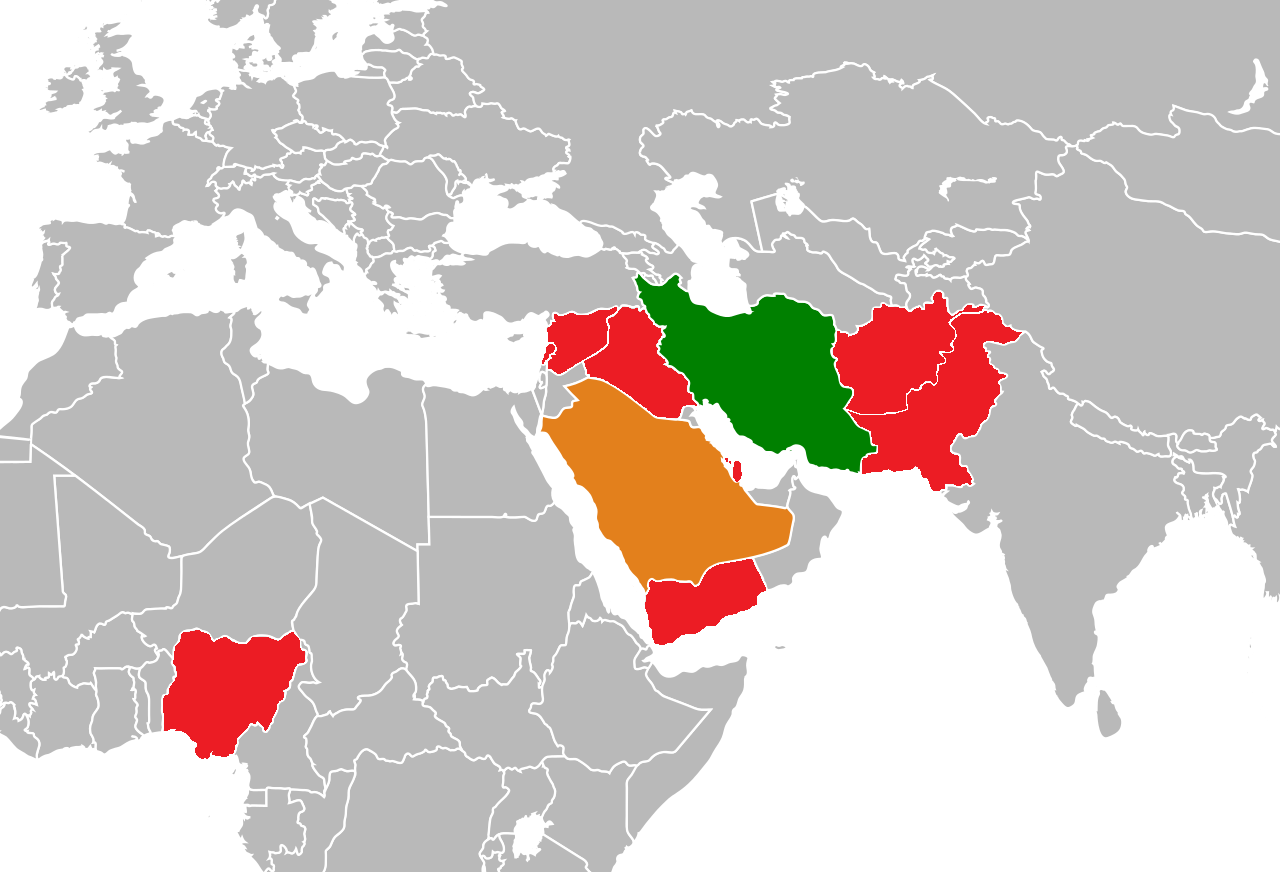

### 法律
伊朗有着相对较为开放的媒体政策，出版检查制度在1989年后逐渐放松，尽管在20世纪九十年代中期，伊朗的舆论政策一度从紧，但仍较大部分中東伊斯蘭国家（如沙烏地阿拉伯王國、葉門共和國等）宽松。

### 外交
伊朗與伊拉克有着長期的邊界、教派、民族争端。1980年9月更爆发了两伊战争，戰爭期間伊拉克得到美國支持。经国际多方调解，1988年8月停火。7月28日，拉夫桑贾尼当选為总统。1997年5月23日穆罕默德·哈塔米继任。
2005年6月25日，德黑兰市长艾哈迈迪-内贾德当选伊朗总统，任内推行反西方政策，进行具有争议的核活动，遭到西方国家的封锁与制裁。2013年6月15日，伊朗前首席核谈判代表、温和保守派总统候选人哈桑·鲁哈尼当选伊朗总统。

### 軍事

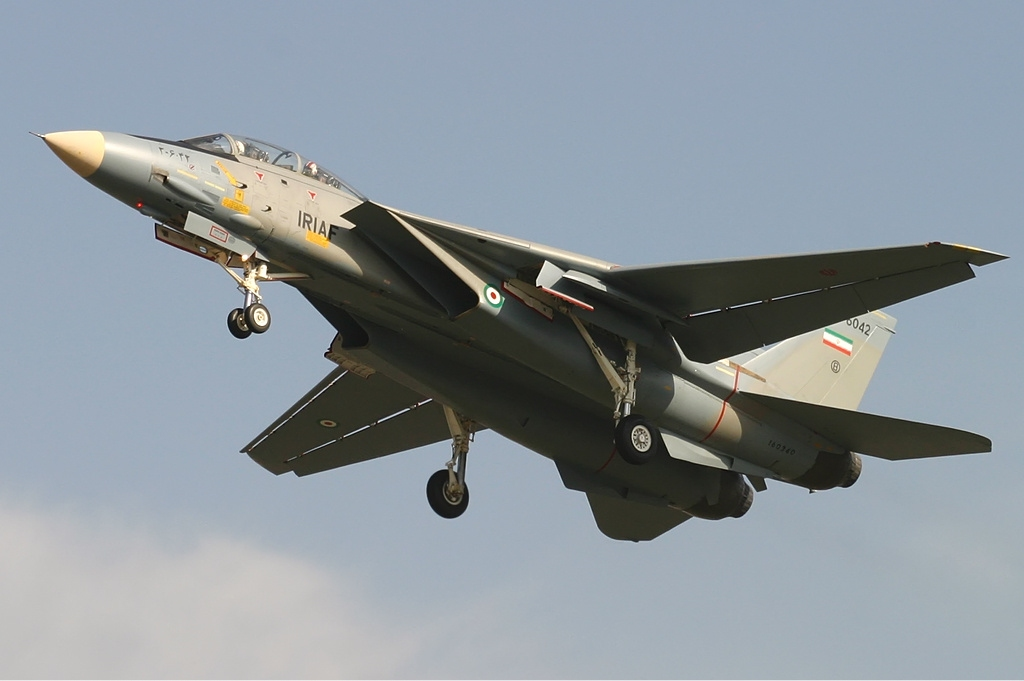
伊朗仍在使用的美制F-14戰機

伊朗軍隊較為獨特，由兩支武裝部隊組成，即共和國軍隊和革命衛隊，由伊朗最高領袖統帥，兩支隊伍各自有陸海空三軍。但革命衛隊的海空軍武器較簡陋，多是輕型攻擊機和近海小艇船隻，革命衛隊功能是維護伊斯蘭教義，兵力约12.5万人，同時還負責維持其國內秩序、監控國內的敵對勢力，但也有派往海外作戰，普遍而言革命衛隊士兵忠誠度和戰鬥力較高，宗教色彩濃厚，在電信、銀行、建築等社會較大金額流動的經濟要害部門，都有革命衛隊成員列席董事會。
共和國軍隊則分陆军、海军、空军及防空军四个军种與多數國家的軍隊角色一樣，总兵力约55万人，最高国防委员会是最高领袖领导的军事决策机构。

## 行政區劃
|  |  |  |

行政劃分：31個省、324個縣、865個区、982個市、2378個鄉：
| 厄爾布爾士 阿爾達比勒 布什爾 恰哈馬哈勒 －巴赫蒂亞里 伊斯法罕 法爾斯 吉蘭 戈勒斯坦 哈馬丹 荷姆茲甘 伊拉姆 克爾曼 克爾曼沙汗 胡齊斯坦 科吉盧耶 －博韋艾哈邁德 庫爾德斯坦 洛雷斯坦 中央 馬贊德蘭 加茲溫 庫姆 禮薩呼羅珊 塞姆南 錫斯坦 －俾路支斯坦 德黑蘭 亞茲德 贊詹 北呼羅珊 南呼羅珊 西亞塞拜然 東亞塞拜然 裏海 波斯灣 土庫曼 阿富汗 巴基斯坦 亞塞拜然 亞美尼亞 土 耳 其 伊拉克 科威特 沙烏地阿拉伯 |              |      |                          |
| 編號 | 名稱         | 編號 | 名稱                     |
| 1 | 德黑蘭省     | 16   | 恰哈馬哈勒－巴赫蒂亞里省 |
| 2 | 庫姆省       | 17   | 科吉盧耶－博韋艾哈邁德省 |
| 3 | 中央省       | 18   | 布什爾省                 |
| 4 | 加茲溫省     | 19   | 法爾斯省                 |
| 5 | 吉蘭省       | 20   | 霍爾木茲甘省             |
| 6 | 阿爾達比勒省 | 21   | 錫斯坦－俾路支斯坦省     |
| 7 | 贊詹省       | 22   | 克爾曼省                 |
| 8 | 東阿塞拜疆省 | 23   | 亞茲德省                 |
| 9 | 西阿塞拜疆省 | 24   | 伊斯法罕省               |
| 10 | 庫爾德斯坦省 | 25   | 塞姆南省                 |
| 11 | 哈馬丹省     | 26   | 馬贊德蘭省               |
| 12 | 克爾曼沙汗省 | 27   | 戈勒斯坦省               |
| 13 | 伊拉姆省     | 28   | 北呼羅珊省               |
| 14 | 洛雷斯坦省   | 29   | 禮薩呼羅珊省             |
| 15 | 胡齊斯坦省   | 30   | 南呼羅珊省               |
| |              | 31   | 厄尔布尔士省             |

- 伊朗的一些島嶼並未顯示於圖中，這些島嶼均屬霍爾木茲甘省管轄。

## 经济

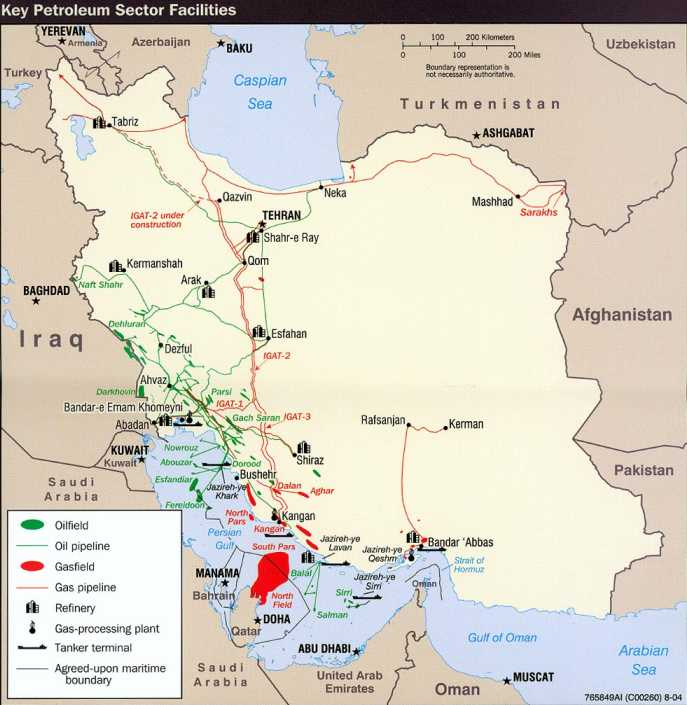
伊朗拥有世界10%的石油儲量和15%的天然气储备，是OPEC第二大出口国和世界第七大产油国

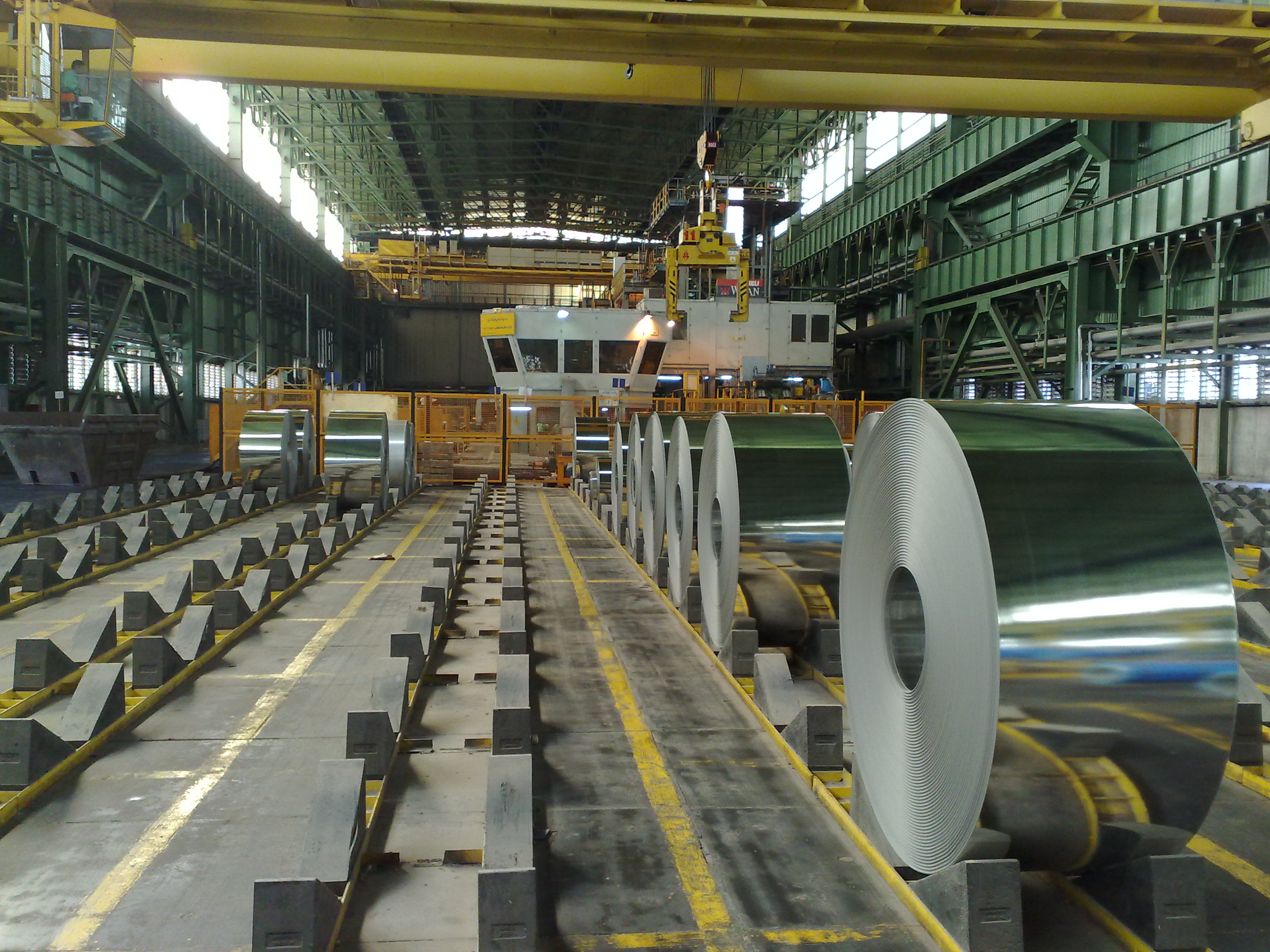
芙蘭美保鋼廠

根据国际货币基金组织的数据，2020年伊朗的名义国内生产总值为6110亿美元，居世界第21位，人均为7257美元，居世界第78位，购买力平价的国内生产总值为10007亿美元，居世界第18位，人均为11963美元，居世界第66位。
伊朗经济以石油產業为主，伊朗的石油化工、钢铁、汽車產業也比较发达，电子工业、核工业、电脑软硬件业发展很快。伊朗的机械制造业有了长足的进步。胡齐斯坦为石油工业区与重要出海门户，伊朗的石油出口是经济命脉，石油生产能力和石油出口量分别位于世界第四位和第二位。伊朗是石油输出国组织成员。
美国自伊斯兰革命后就从未进口伊朗石油，而欧盟也已对伊朗实施制裁，禁止成员国与伊朗续签石油进口协议。2005年末，中国大陸與伊朗签署了一项价值1000亿美元的石油合作协议，兩国彼此成為石油贸易的重要伙伴。
伊朗積極建議石油輸出國組織擺脫美元，另尋計價單位，伊朗並於2008年4月30日宣佈在對外石油交易中，已完全停用美元為結算單位，在歐洲使用歐元結算，在亞洲用日圓或人民币结算。
2012年5月8日，伊朗驻阿联酋大使表示，伊朗接受供应给中国大陸的原油部份以人民币支付。

## 人口
伊朗曾一度實施計劃生育政策。2012年8月2日，伊朗衛生部證實，伊朗已經廢除計劃生育政策，希望能夠迎來一個“嬰兒潮”，令伊朗人口增加一倍。
2022年估計，伊朗總人口數為86,758,304人。

### 民族及宗教
伊朗人口到2018年达到8200万，其中有波斯人（61%）、亞塞拜然人（16%）、庫德人（10%）、卢尔人（6%）、阿拉伯人（2%）、俾路支人（2%）、土库曼人（2%）及包括猶太人在內的其他民族（1%）。最大的少数民族是亞塞拜然人。
全国人口89%信奉伊斯兰教什叶派，9%信奉伊斯兰教逊尼派，其余2%信奉其他宗教（基督教、琐罗亚斯德教、猶太教、曼达教派和巴哈伊教等）。信奉基督教的主要为亞美尼亞人和亚述人，其中亚述人仍使用古老的阿拉米语。

## 文化

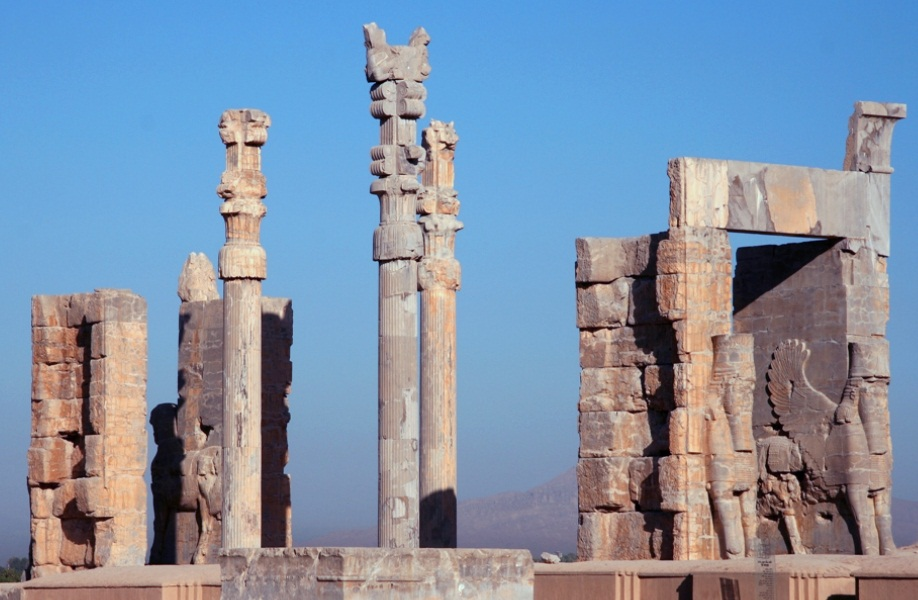
波斯波利斯遗址的万国门，象征着曾经帝国的辉煌

伊朗在藝術、音樂、建築、詩歌、哲學、文学等方面，都具有悠久的歷史。
波斯語已有超過2,500年的歷史，留下了可觀的文獻記錄。波斯文學舉世都予以很高的評價，詩人如：哈菲茲、魯米、歐瑪爾·海亞姆、尼扎米、萨迪·设拉兹和菲爾多西等留下許多佳作，伊朗詩韻和歌詞的優美，也獲得全世界的讚譽。
尋求社會的正義和公平是伊朗文化的重要特性。敬老尊賢和對外賓的殷勤款待也是伊朗傳統禮儀的一部份。
伊朗曆的新年納吾肉孜節是在每年3月20日或3月21日的春分慶祝。納吾肉孜節在2004年被聯合國教科文組織提名為非物质文化遗产的傑作之一。
自1979年伊斯蘭革命以後，伊朗採取了強硬的措施來杜絕同性戀現象。根據伊斯蘭法，同性戀的行為是非法和有罪的。但是霍梅尼曾颁布教法允许变性手术。因此伊朗经常存在同性恋者接受变性手术，而后与对方合法结合的状况。

### 電影
過去的25年中，伊朗電影在全世界影展得到廣泛的認同，獲得過300項的國際獎項。阿巴斯·奇亞羅斯塔米是著名導演之一，阿斯哈·法哈蒂更獲得2次奧斯卡最佳外語片。伊朗境內，所有媒體都受到國家直接或者間接控制，並且必須有伊斯蘭教義指導部的批准，才能公開運作。這也包括網際網路。但網路已經成為在年輕人中獲取資料訊息和自我表現的流行方式。

## 科技

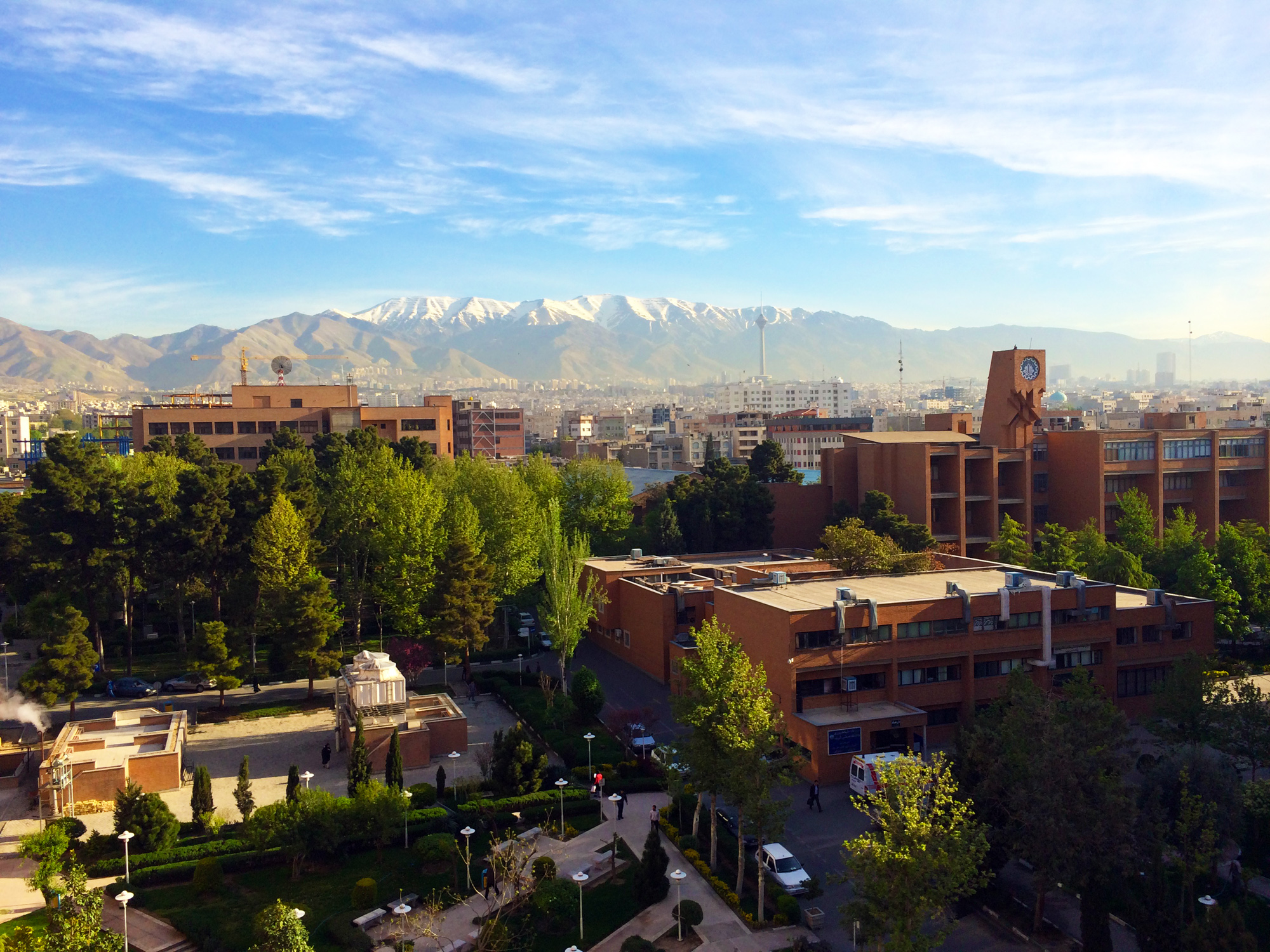
位于德黑兰的謝里夫理工大學是伊朗名列前茅的工程和物理科學學院，被稱為「伊朗的麻省理工學院」

伊朗總統艾哈邁迪-內賈德於2008年8月15日宣布，伊朗将会于近期发射本国第一颗自行研制的人造卫星。用于发射卫星的火箭和发射架等设施完全由伊朗自行研发。據伊朗通讯社祚8月17日援引军方发表的声明说，军方当天成功发射“信使号”火箭，并将一颗名为“希望号”的自制人造卫星送上太空。此次发射的目的是对卫星运载过程、远程发射系统、地面控制中心、地面信息站和指挥系统等进行全面测试。据报道，卫星目前已成功进入预定轨道，一切进展顺利，达到了所有预期目标。而艾哈迈迪-内贾德也出席了卫星发射仪式。
伊朗提煉濃縮鈾被認為發展核武計劃，欧美威脅制裁其石油出口，伊朗揚言封鎖霍尔木兹海峡作為反擊。
2015年7月14日，伊朗與美國、中国、俄罗斯、英國、德国、法国六大國經過漫長談判後，就限制伊朗發展核武及解除對伊朗的制裁問題達成協議。该全面协议由正文及五个技术附件组成，五个技术附件分别涉及核、制裁、民用核能合作、联委会及实施等五方面内容。伊朗还同意15年内将铀浓缩浓度限制在不超过3.67%的范围内，联合国对伊朗的弹道导弹制裁将保留8年、常規武器5年。

## 交通
伊朗境內計有公路179388公里（2003年），鐵路8367公里（2006年），機場331座（2007年），河運航道850公里（2006年）。

## 其他主题
伊朗五宝：石油、地毯、黑鱼子酱、开心果和藏红花。

## 外部連結
- The Office of the Supreme Leader Sayyid Ali Khamenei（伊朗精神領袖官方網站）（页面存档备份，存于）（英文）
- Fars News Agency（伊朗法斯通讯社）（英文）
- خبرگزاري فارس（伊朗法斯通讯社）（页面存档备份，存于）（阿拉伯文）
- The World Factbook: Iran（页面存档备份，存于），CIA（英文）
- 伊朗伊斯兰共和国对外广播电台华语台（简体中文）
- 中的“伊朗” （英文）
- 維基媒體的伊朗地圖集  （英文）